# Delroy Wilson
Delroy Wilson, né le 5 octobre 1948 à Kingston en Jamaïque et décédé le 6 mars 1995 d'une cirrhose, était un chanteur jamaïcain de ska, rocksteady et reggae.

## Biographie
C'est un jeune chanteur extrêmement doué. Il commence sa carrière en 1962 pour Coxsone Dodd (sous la supervision de Lee Scratch Perry). Delroy Wilson est le premier enfant star de Jamaïque et il connaît un début de carrière fulgurant qu'il continuera à entretenir tout au long des années 1960 à 90. En 1995 il tombe gravement malade et meurt le 6 mars.
En 1972, Michael Manley et son parti le PNP (People's National Party, le parti socialiste jamaïcain) ont choisi sa chanson Better Must Come comme hymne de campagne.

## Discographie
- 1966 - I Shall Not Remove (Studio One)
- 1969 - Good All Over (Studio One)
- 196X - Dancing Mood (Studio One)
- 1971 - Better Must Come (Dynamic Sounds)
- 1972 - Statement (Dynamic Sounds)
- 1973 - Captivity (Big Shot)
- 1975 - For I And I (Grounation)
- 1976 - Sarge (Charmers)
- 1978 - 20 Golden Hits (Third World)
- 1993 - Special (Ras)
- 1998 - Once Upon A Time (Best Of) (Trojan)
- 2001 - Rub-A-Duble Series (Dressed To Kill)
- 2004 - Better Must Come (The Anthology) 2CD (Trojan)
- 2006 - The Best Of... Original Eighteen (Heartbeat)
- 2009 - Dub Plate Style (Pressure Sounds) - réédition de 20 Golden Hits